# Єнісейські киргизи

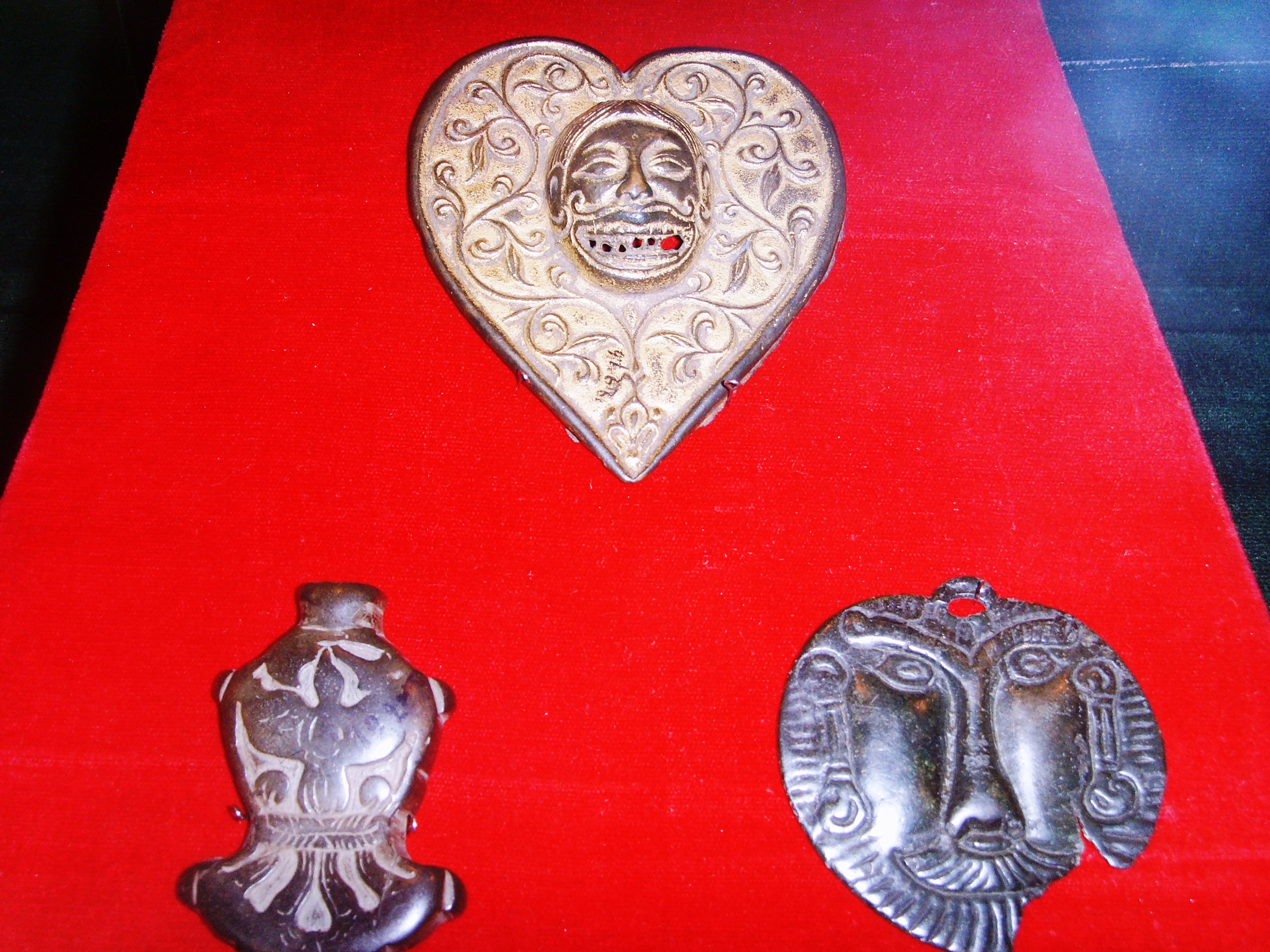
Прикраси єнісейських киргизів

Єнісейські киргизи (стародавні киргизи, кит. 黠戛斯) — стародавній тюркський народ, що проживав в районі Саяно-Алтаю; споріднений зі стародавніми дінлінами і пращур сучасних киргизів, алтайців, тувинців і хакасів.

## Історія
Китайське джерело ІХ століття дає опис стародавніх киргизів як європеоїдів: «вони високого зросту, з рудим волоссям, з рум'яним обличчям та блакитними очима. Чорне волосся вважалося поганою ознакою». У IX ст. утворили Киргизький каганат, що проіснував лише 80 років.

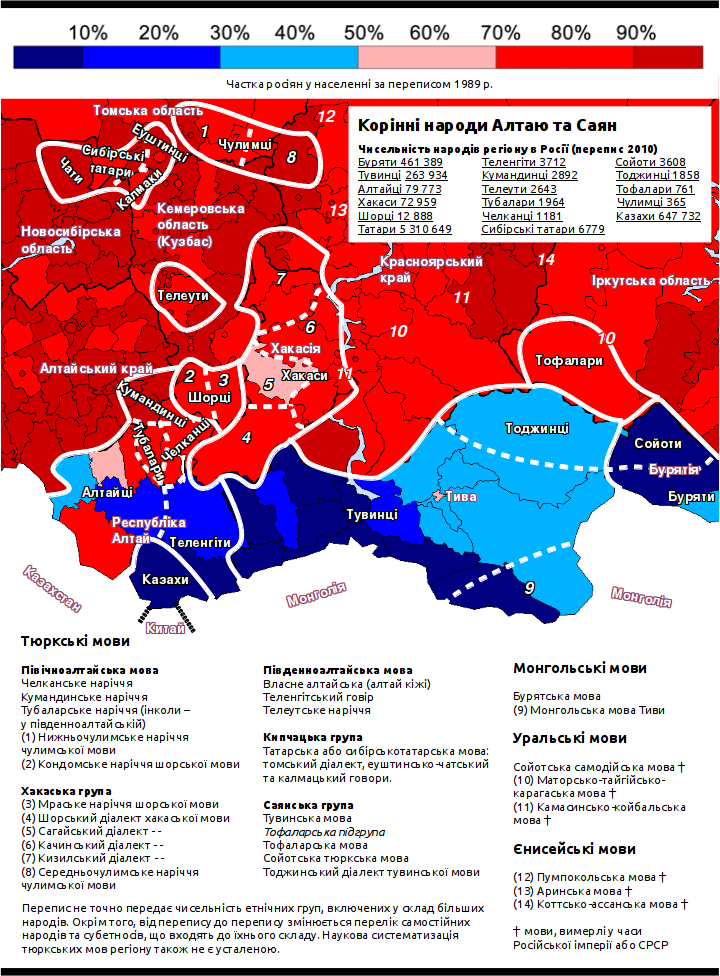
Порівняно із сучасним розселенням хакасів, єнісейські киргизи у XVII столітті займали територію, що поширювалася далі на схід та північ.

У XVII столітті єнісейські киргизи входили до складу Джунгарського ханства. У 1703 році джунгарський хан переселив єнісейських киргизів до Джунгарії. Ті з них, хто залишився у Красноярській котловині або повернувся до неї, склали основу хакаського народу. Переселенці ж були знову переселені Китайською імперією до Маньчжурії, де вони зараз відомі під назвою фуюйські киргизи.

### Єнісейські киргизи в давній період
Єнісейські киргизи були носіями археологічної культури Чаатас
. 
Існують припущення про можливий зв'язок Таштицької культури та динлінів з етногенезом єнісейських киргизів.
Першою згадкою про єнісейських киргизів є запис в «Історичних записках» Сима Цяня через підпорядкуванням їх хунну (201  рік до Р. Х)
, — китайці говорили про державу Цзянькунь (або Цзюйу 居勿, Цзегу 結骨) населення якого вважали змішаним із динлінами. 
За легендою, правили єнисейськими киргизами нащадки хуннського чжуки-князя, китайського полководця Лі Ліна (李陵).
Китайські джерела періоду Тан описують єнісейських киргизів як рослих, з рудим волоссям, білим обличчям і зеленими або блакитними очима

Подібний опис дається в тибетських та арабо-перських джерелах. Однак не всі єнісейські киргизи були світловолосими та світлоокими. Китайські джерела цього ж періоду говорять про наявність меншою мірою темноволосих і темнооких. З цього приводу цікаво висловився американський тюрколог Майкл Дромпп:
|  | Через зовнішність єнісейських киргизів, певна кількість дослідників були схильні бачити в ранніх киргизах нетюркський, або, принаймні, етнічно змішаний народ зі значним нетюркським компонентом. Багато вчених підтримали цю ідею, після виявлення слів, які вони вважають нетюркськими (особливо самодійськими), серед киргизьких слів, збережених у китайських джерелах. Проте слід зазначити, що зв'язок між мовою та расою значною мірою непереконливий. Фізична зовнішність киргизів не може вважатися показником того, що вони не були тюрками, так само як і лексичний вигляд небагатьох, можливо, не тюркських слів, чия присутність може бути пояснена звичайною практикою лінгвістичних запозичень. Киргизькі написи Єнісея (VIII століття по Р Х. і пізніше) насправді написані повністю тюркською мовою, і китайські танські джерела ясно говорять, що письмова та усна мова киргизів на той час була ідентичною такій у тюркомовних уйгурів. Більшість киргизьких слів, збережених у китайських джерелах, насправді тюркські. Немає причин припускати нетюркське походження киргизів. |

Існує думка, згідно з якою дінліни 

і давні киргизи мали тісні етнічні зв'язки з монголами 
. 
На думку М. Я. Бічуріна, древні киргизи мали змішане тюрко-монгольське походження
: «На південних межах Єнісейської губернії, де знаходилася столиця хягасів, і нині корінні жителі суть тюркомонголи» 
. 
«Хягас за первісним своїм складом має бути держава Монголо-тюркська і складається з двох народів: тюрків і монголів» 

.. 
Це твердження вступає в конфлікт з низкою протиріч, таких як: згадки про європеоїдну зовнішність єнісейських киргизів

, 
тюркську мову орхоно-єнісейських написів

 
(з окремими монгольськими лексичними елементами) 

єнісейських киргизів до гаплогрупи R1a, нехарактерної монгольським племенам 
.
До складу єнісейських киргизів крім тюркомовних та монголомовних груп

влилися індо-іранські
, 
угорські,
самодійські

та кетські елементи
.

### Єнісейські киргизи в середні віки
У V—VIII століттях єнісейські киргизи були під орудою жужанів, Тюркського каганату, Уйгурського каганату.
За уйгурів єнісейських киргизів було досить багато: понад 100 тис. родин і 80 тис. воїнів.
Від земель єнісейських киргизів до ставки Уйгурського кагану було 3000 лі чи 40 днів шляху на верблюдах.

#### Розгром уйгурів та розквіт єнісейських киргизів
У першій половині VII століття єнісейські киргизи потрапили в залежність від сюеяньто, і уйгури поставили до них намісника (кит.: 頡利發) для нагляду.
Втім, збереглася влада царя та його трьох радників: цисибея (кит.: 訖悉輩), цзюшабобея (кит.: 居沙波輩), амібея (кит.: 阿米輩).
У 648 році сюеяньто були розгромлені імперією Тан, і багато уйгур перейшли в танське підданство.
Єнісейські киргизи вирішили відправити послів до імператора.
До двору приїхав старійшина Силіфа Шибоку Ачжань (кит.: 俟利發失缽屈阿棧).
На бенкеті він попросив імператора зробити його своїм васалом.
Імператор велів прийняти землі цього старійшини під назвою губернаторства цзянькунь (кит.: 堅昆府), старійшина здобув військове звання цзо туньвэй да цзянцзюнь ((кит.: 左屯衛大將軍, ранг незрозумілий), призначений головою округу (кит.: 都督, дуду) і підпорядкований намісництву (кит.: 燕然都護).
З 650 по 683 роки відправили 2 посольства до Китаю.
У 707—710 роках надіслали подарунки імператору Тан Чжун-цзуну, і він згадав, що виділяє єнісейських киргизів зі своїх васалів через близькість походження.
З 712 по 756 роки, за імператора династії Тан Сюань-цзуне, чотири рази надсилали подарунки.
758 року уйгури Моян-чура завоювали єнісейських киргизів.
Ймовірно, єнісейські киргизи розділилися на кілька князівств.
Були налагоджені зв'язки з арабами-даші (від яких приходили каравани з візерунчастими тканинами), Тибетською імперією, а також з карлуками, яких використовували як провідників на караванних шляхах.
Ажо здобув від тюрків титул пігадуньцзецзинь (кит.: 毗伽頓頡斤, піга=більге=мудрий)
У 840 році вони розгромили Уйгурський каганат і утворили Киргизький каганат, що понад 80 років був головною силою в Центральній Азії.
Приблизно в 818 році Ажо оголосив себе каганом, свою матір (вона була з тюргешів) — ханшей-вдовою (可敦), дружину (вона була дочкою Тибетського генерала) — ханшей.
Уйгури відправили армію на чолі з міністром, але не змогли перемогти.
Війна тривала 20 років, і уйгури не досягли успіхів.
Ажо повірив у швидку перемогу. У уйгур трапилося міжцарство, і старійшина Цзюйлу Мохе (кит.: 句錄莫賀) привів армію єнисейських киргизів до столиці уйгурів — Хара-Балгас. Місто було спалено, посеред попелища Ажо поставив свій золотий намет.
Серед трофеїв що до нього потрапили Тайхе (кит.: 太和公主), китайська царівна та вдова чотирьох каганів.
Каган переніс ставку в гори Лаошань і відправив китайську царівну з ескортом у Тан, але шляхом його атакував уйгурський Уге-каган і забрав царівну.
Каган відправив Чжуу Хе Су (кит.: 註吾合素) до імператора, щоб розповісти про те, що сталося.
841 року до імператора династії Тан У-цзуна прибув посол єнісейських киргизів.
Імператор дуже привітно прийняв його, поставив його вище за посла з держави Бохай (кит.: 渤海).
Розпорядник (кит.: 卿) Чжао Фан (кит.: 趙蕃) вирушив до кагану з візитом у відповідь.
Також імператор наказав міністрам та чиновникам з «Ритуального наказу» (кит.: 鴻臚寺) опитати послів і скласти опис країни єнісейських киргизів.
Міністр Де Юй (кит.: 德裕) запропонував скласти родовід Ажо і написати його портрет.
Ажо став переслідувати Уге-хана, що сховався у племені хейчезці («чорнобричників»), і попросив у Тан підтримки. Але імперія на той час перебувала в занепаді і трималася тільки через знищення уйгур і розпаду Тибету.
Імператор наказав нагородити Ажо титулом Цзун Інсюн'у Ченмін кехань (кит.: 宗英雄武誠明可汗), але в 846 році Тан У-цзун помер, не встигнувши відправити послів, і новий імператор Тан Сюань-цзун не поспішав.
На спільній раді вищих чинів вирішили, що титули давали уйгурам, коли вони були сильні, і якщо нагороджувати і єнісейських киргизів, то вони пишатимуться і стануть небезпечними.
Імператор відкликав грамоту.
У 847 році єнісейські киргизи здійснили великий похід на Амур проти уйгурів, що бігли туди, в кількості до 500 осіб

і племені шивей, що дав їм прихисток, в поході брало участь 70 тисяч вершників на чолі з міністром Або
.
847 року каган помер. Імператор дав новому кагану титул Ін'у Чен Мін кехань (кит.: 英武誠明可汗).
У 860—874 роках єнісейські киргизи тричі надсилали послів до імперії Тан.
Після історики не вели записів.
Згодом каганат розпався на кілька князівств.

### Єнісейські киргизи при монголах
У 1206 році було створено монгольське ханство на чолі з Темучином, що здобув титул Чингісхан.
На курултаї всіх монгольських князів було ухвалено рішення про підкорення «лісових народів».
Це завдання Чингісхан довірив своєму старшому синові Джучі.
У 1207 році Джучі та Субедей вирушили в похід, де їм вдалося підкорити ойратів, урасутів, теленгутів, баргутів і куштемі (киштими киргизів).
Підступивши до кордону єнісейських киргизів Джучі та Субедей зустріли тумен-киргизів.
Беки киргизів вирішили добровільно підкоритися.
Багато лісових племен, що були данниками киргизів, таким чином теж підкорялися Чингісхану.
Джучі взяв із собою всіх беків, темників і тисячників підкорених ним народів у тому числі й киргизьких, а потім рушив назад у ставку батька, щоб вони «виявили знаки покори» новому кагану.
«Вони висловили покірність і били пану чолом білими кречетами-шинхот, білими ж меринами та білими ж соболями.»

Рашид ад-Дін:
«У році толай, що є роком зайця, що відповідає місяцям 603 [1206/1207], Чингісхан послав гінцями до цих двох государів Алтана і Букра і закликав [їх] до підкорення. Ті послали назад разом з ними трьох своїх емірів, яких звали: Урут-Утуджу, Елік-Тімур і Аткірак, з білим соколом, як вираз пошани від молодшого старшого, і підкорилися [йому]».

Киргизи мали платити «податок кров'ю» — обов'язок постачати воїнів до монгольських військ.

#### Повстання єнісейських киргизів
В 1217 в Сибіру повстали тумети
,
в цей момент головні сили монголів знаходилися на території імперії Цзінь.
Чингісхан наказав своєму довіреному полководцю Борахул-нойону придушити повстання та встановити контроль над територією.
Борагул-нойон зазнав поразки та загинув. Дізнавшись про це, Чингісхан негайно відправив туди іншого полководця на ім'я Дорбо Докшин-нойона.
Прибувши на місце Дорбо Докшин-нойон вирішив ударити в тил противнику через гори.
Він завдав раптового удару по противнику, коли тумати святкували перемогу над Борагул-нойоном.
Після перемоги монголів, полонених туматів зробили рабами сім'ї Борагул-нойона.
У 1218 повстали тумати і байлуки.
Чингісхан наказав єнісейським киргизам придушити повстання їхніх сусідів.
Єнісейські киргизи відмовилися і самі повстали.
На чолі повстання киргизів став Курлун.
Чингісхан, розуміючи небезпеку стихійних повстань на Саяно-Алтаї, наказав своєму старшому синові Джучі негайно йти на Саяно-Алтай для придушення місцевого населення.
Джучі, який пройшов льодом річок, вторгся до Тиви та підкорив киргизів, вогнем і мечем встановив порядок на Саяно-Алтаї.
Ставлення до монголів стало ще гіршим.
Кількість монгольських гарнізонів на Саяно-Алтаї побільшало.
Повстання єнісейських киргизів були ще в 1261, 1272, 1293

.

#### Єнісейські киргизи у складі імперії Юань
Після смерті кагана Мунке в 1260 почалася міжусобна війна між братами Ариг-Бугою і Хубілаєм.
Після оголошення Ариг-Буги ханом, Хубілай послав проти нього військо та Ариг-Буга зазнав поразки.
Ариг-Буга вирушив у область єнісейських киргизів на Саяно-Алтаї, щоб там зібрати нове військо.
Після низки поразок Ариг-Буга здався і визнав владу Хубілая, землі Саяно-Алтаю та Монголії увійшли до складу імперії Юань.
У 1273 єнісейські киргизи повстали проти тиску імперії Юань і підтримали Хайду, що боровся за ханський престол в Монголії на Саяно-Алтаї .
У 1292 році імперія Юань послала у бік Саяно-Алтаю армію з метою придушення повстання.
Хайду теж послав військо у бік Саяно-Алтаю, але зазнав поразки.
Петров висував гіпотезу, що деяка частина киргизів могла приєднатися до Хайду і піти за ним у його улус
.
Саяно-Алтай увійшов до складу імперії Юань і був розділений на кілька адміністративних частин.
Єнісейські киргизи були розчленовані на кілька груп.
Частина залишилася на колишніх територіях Єнісею та Алтаю, а інші були відправлені до Монголії, Маньчжурії та Китаю
.

### Пізня історія та проблема спорідненості із сучасними народами
Оскільки самі єнісейські киргизи, попри велику кількість публікацій, досліджені недостатньо, питання про їхні родинні зв'язки з іншими давніми та особливо сучасними народами залишається відкритим.
До гіпотетичних нащадків єнісейських киргизів відносять хакасів
. 
Проте існують інші дані.
Так, відомий фахівець з історії Сибіру С. В. Бахрушин, описуючи «Киргизьку земельку» на Єнісеї, в 1955 писав: попри назву, киргизи становили лише малу частину її населення
. 
Пізніші дослідження підтверджують, що під термінами «єнісейські киргизи» і «киргизькі землі» можна помилково мати на увазі киргизів, хоча насправді йдеться про киргизькі киштими XVII століття, що зіграли значно визначну роль у формуванні хакаського етносу
.

#### XVII-XVIII століття
Так чи інакше, на початку XVII століття, тобто до приходу росіян (створення мережі острогів Кетського, Мелеського, Томського, далі Ачинського і Кузнецького, а потім і Красноярського), іменовані киргизами люди проживали в Південному Сибіру (здебільшого на території сучасної Хакасії та на північ, біля джерел річки Чулим), в так званій Киргизькій землиці (Мінусінська улоговина).
Тут вони мали конфедерацію, союз войовничих племен з чотирьох князівств-улусів, у складі:
- Алтирський улус[ru]
- Алтисарський улус[ru]
- Ісарський (Єзерський) улус[ru]
- Тубінський улус[ru]

Єнісейські киргизи, залишаючись останніми і непримиренними союзниками імперії хана Кучума, до свого виходу до Іссик-Кулю намагалися активно воювати проти російських фортець, ініціюючи (або, найчастіше, примушуючи) включення в цю війну малих сибірських народів, у тому числі були спроби із західними та східними монголами-ойратами та киштимами. 
Близько ста років «турбували» російські міста в Південному Сибіру, які, втім, готувалися до протистояння аж ніяк не із залишками киргизьких ординців, а з впливом Китайської імперії, формуючи фронтир проти войовничих та впливових джунгарських племен на території сучасної Західної Монголії.
Відомо про безрезультатні неодноразові спроби єнісейських киргизів у XVII столітті знищити Томський острог у XVII столітті та похід 1679 року киргизького князя Іренека на Красноярський острог.
Цей острог на Єнісеї, як передовий форпост томської лінії острогів, був заснований в 1628 саме для захисту від набігів єнісейських киргизів і для протистояння джунгарам, які намагалися взяти під свій контроль землі на північ від сучасної Тиви.
Єнісейські киргизи, не вступивши в союз з Російською державою, відмовившись виплачувати данину джунгарським воєначальникам, а також не знайшовши жодної підтримки від симпатизуючих росіянам сибірських татар, чулимців тощо, виявилися народом-ізгоєм. 
У результаті залишки народу через Ойратію пішли до тянь-шаньських киргизів на береги озера Іссик-Куль.
Існує також версія, що частина з них, при проході через двоєданську (оплата ясаку і російським воєводам, і джунгарським ханам) Ойратію, частина племені, чисельністю приблизно 3 тис. осіб, пішла в Джунгарію в 1703 році .

#### Фуюйські киргизи
Після розгрому Джунгарії Імперією Цін в 1757—1758 роках. Уцілілі єнісейські киргизи були депортовані до Маньчжурії, у нинішній повіт Фуюй провінції Хейлунцзян КНР.
Нині їх називають фуюйськими киргизами.
Чисельність фуюйських киргизів на 1997 р. становила близько 1200 осіб.
Згідно з повідомленням Гандули Салк та Мамбета Турду, перші наукові відомості про фуюйських киргизів були записані в період японської окупації території Маньчжурії (1931—1945).
У 1943 японська команда, що складається з трьох осіб: Тяньсунь (кит.: Tiansun) — медичний лікар, Хе Хан'їн (кит.: He Hangying) і У Тяньхао (кит.: Wu Tianhao) від Далянської бібліотеки, відвідали Фуюй та Вуцзяцзи під час вивчення монгольського населення на окупованій території.
Протягом липня 1944 року японський вчений Масато Сухара (яп. 栖原正人) відвідував Вуцзяцзи з метою вивчення фуюйських киргизів.
Він процитував роботу колишніх дослідників і ввів у науковий обіг невелику кількість первинної інформації щодо фуюйських киргизів у своїй статті «Поїздка до киргизів», перевиданої 1986 р.
Серед ранніх згадок про фуюйських киргизів є повідомлення радянських солдатів киргизької національності до штабу Червоної Армії, що вступила в 1945 р. в Хейлунцзян, про виявлення серед місцевого населення людей, які називають себе киргизами та розмовляють зрозумілою ним мовою, про що було повідомлено китайській стороні.
Неоціненний внесок у справу вивчення фуюйських киргизів був внесений китайським киргизознавцем Ху Чженхуа, який, починаючи з 1957 року, робить низку польових і теоретичних досліджень з історії, релігійної ситуації, сімейно-побутових традицій.
Також їм було ретельно проаналізовано лексичні, фонетичні та морфологічні особливості мови на основі ним же зібраного лінгвістичного матеріалу.

#### Підсумок
На сьогодні докази зв'язку єнісейських киргизів із сучасними народами Азії потребують додаткового підкріплення.
Мова єнісейських киргизів — давньокиргизька мова — вважається предком сучасних мов киргизької підгрупи: фуюйсько -киргизької, чулимської, хакасської, шорської, сариг-югурської і (можливо) алтайської.
Дотепер зберігає актуальність думка А. Н. Бернштама, який висунув припущення про багатоетапне переселення єнісейських киргизів з Єнісею на Тянь-Шань протягом періодів давнини та середньовіччя, тобто про пряму спорідненість єнісейських киргизів і сучасних киргизів
.
Знайдені в Кочкорській та Талаській долинах Киргизії тексти написані давньотюркськими рунами орхоно-єнісейською літературною мовою датуються другою половиною VIII століття, що збігається з періодом ранньої міграції єнісейських киргизів у Семиріччі.